# Aleksander Vesel
Aleksander Vesel, slovenski računalničar in računalniški matematik, * 12. april 1965, Maribor.
Doktoriral je na Univerzi v Mariboru leta 1996 pri prof. dr. Sandiju Klavžarju. Od leta 2007 deluje na Univerzi v Mariboru kot redni profesor za računalništvo in računalniško matematiko. Raziskovalno se ukvarja predvsem z algoritmi in teorijo grafov.